# Henrique Rosa
Pour les articles homonymes, voir Rosa.
Henrique Pereira Rosa, né le 18 janvier 1946 et mort le 15 mai 2013, est un homme d'État bissau-guinéen. Il fut président de la République par intérim du 28 septembre 2003 au 1er octobre 2005.

## Biographie
Opérateur économique, assumant les fonctions de consul honoraire de Guinée-Bissau en Belgique, il a dirigé en 1994 la commission nationale électorale.
Nommé président de la République à titre provisoire après le coup d'État du 14 septembre 2003, dirigé par le général Veríssimo Correia Seabra et qui a déposé le président Kumba Ialá, il organise des élections législatives en mars 2004 puis présidentielles en juillet 2005, considérées comme transparentes et démocratiques par la communauté internationale. Le vainqueur fut João Bernardo Vieira qui avait déjà dirigé le pays entre 1978 et 1999.